# کمیته المپیک لتونی
کمیته المپیک لتونی (انگلیسی: Latvian Olympic Committee) یک سازمان ورزشی است که نماینده کشور لتونی در کمیته بین‌المللی المپیک می‌باشد.
این سازمان که در سال ۱۹۲۲ تأسیس شده مسئول آماده‌سازی و اعزام ورزشکاران به بازی‌های المپیک، بازی‌های المپیک جوانان و بازی‌های اروپایی است.